# Alberto Fernández (Sportschütze)
Alberto Fernández Muñoz (* 16. Juni 1983 in Madrid) ist ein spanischer Sportschütze.

## Erfolge
Alberto Fernández begann 1992 mit dem Sportschießen und ist international im Trap aktiv. Seine ersten Erfolge erzielte er 2006 in Maribor bei den Europameisterschaften, bei denen er die Bronzemedaille im Einzel gewann. Vier Jahre später wurde er in Kasan Europameister und belegte 2015 nochmals in Maribor den zweiten Platz bei den Europameisterschaften. Bei beiden Meisterschaften in Maribor gewann er außerdem im Mannschaftswettkampf Bronze. Bei Weltmeisterschaften gelang Fernández 2010 in München sein erster Titelgewinn im Einzel. Mit der Mannschaft wurde er 2013 in Lima ebenfalls Weltmeister und gewann mit ihr 2017 in Moskau Bronze. 2018 belegte er in Changwon im Einzel ein weiteres Mal den ersten Platz. Im Jahr 2015 gehörte Fernández zum spanischen Aufgebot bei den Europaspielen in Baku. Er schied im Einzel als Elfter der Qualifikation aus und verpasste im Mixed mit Fátima Gálvez als Vierter knapp eine Podestplatzierung.
Viermal nahm Fernández an Olympischen Spielen teil. Bei seinem Olympiadebüt 2008 in Athen belegte er im Trap-Einzel den 33. Platz. Vier Jahre darauf verbesserte er sich in London auf den 25. Platz, 2016 in Rio de Janeiro schloss er den Wettbewerb auf dem 17. Rang ab. Bei den 2021 ausgetragenen Olympischen Spielen 2020 in Tokio verpasste Fernández im Einzel mit 122 Punkten sowie sechs Treffern im Stechen sein erstes olympisches Finale und belegte den neunten Platz. Mit Fátima Gálvez startete er außerdem im Mixed, mit dem er dank 148 Punkten in der Qualifikation erstmals das Finale erreichte. Im Duell gegen Alessandra Perilli und Gian Marco Berti aus San Marino setzten sich Gálvez und Fernández mit 41 zu 40 Treffern durch und erhielten als Olympiasieger die Goldmedaille.